# Autobianchi Bianchina
La Bianchina è un'autovettura prodotta dall'Autobianchi dal 1957 al 1969.

## Storia
Concepita come versione lussuosa della Fiat Nuova 500, della quale utilizzava l'autotelaio e la meccanica, la "Bianchina" fu presentata al pubblico il 16 settembre 1957 al Museo della Scienza e della Tecnica di Milano.
Inizialmente fu proposta nell'unica carrozzeria a 3 volumi, definita "Trasformabile", dotata di pinne posteriori, abbondanti cromature e tetto apribile in tela.

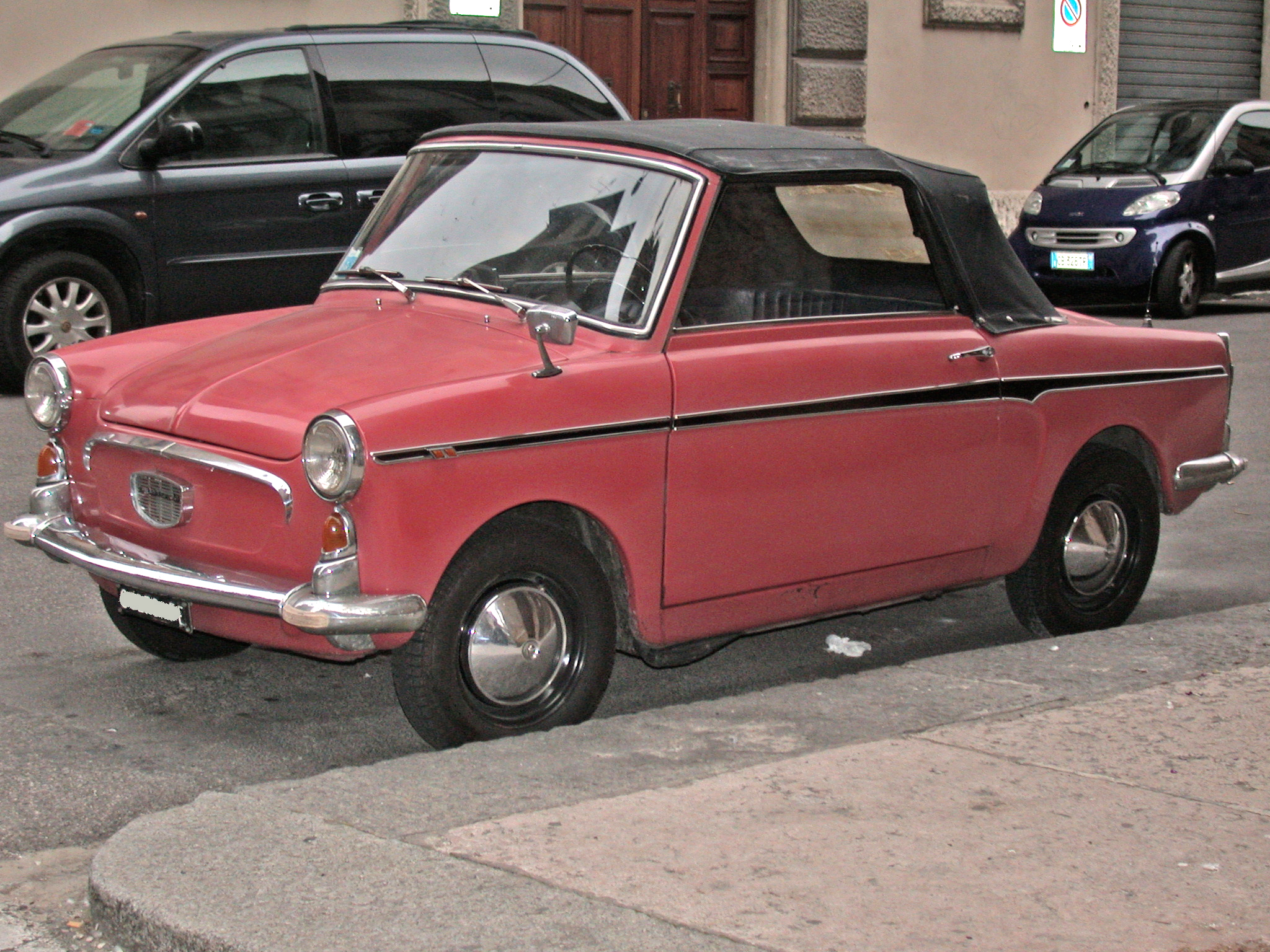
Un'Autobianchi Bianchina Cabriolet

Nei primi mesi di vendita, le consegne furono addirittura superiori a quelle della più economica, ma anche più spartana "Nuova 500", nonostante il consistente divario del prezzo di listino pari a 565.000 lire, ovvero oltre il 15% di aumento rispetto al prezzo della "Nuova 500". Furono probabilmente decisivi la "milanesità" del veicolo verso gli acquirenti meneghini, l'aura di auto lussuosa discendente dal marchio Bianchi, le migliori finiture e, soprattutto, la lunga rateizzazione in 30 mensilità proposta dalla SAVA.
Visto il buon successo, l'Autobianchi decise d'ampliarne la gamma e migliorarne le caratteristiche. Nel 1959 la potenza del motore crebbe a 17 CV, mentre nel 1960 vennero lanciate le versioni cabriolet e Panoramica.
La prima era una vera e propria vettura scoperta con capote in tela (la Trasformabile aveva un semplice ma ampio tetto apribile in tela e i montanti laterali fissi) e motore maggiorato (499cm³ e 21 CV contro 479,5 cm³ e 17 CV); rispetto alla Trasformabile cambiava anche l'incernieramento delle portiere portato all'anteriore, mentre la seconda una giardinetta con motore a sogliola di 499 cm³ (22 CV) e passo allungato, derivata dalla Nuova 500 Giardiniera della Fiat.
Dallo stesso anno la Trasformabile, che adottava il motore di cilindrata incrementata a 499 cm³ (18 CV) venne resa disponibile anche in versione Special con verniciatura bicolore e motore potenziato a 21 CV.

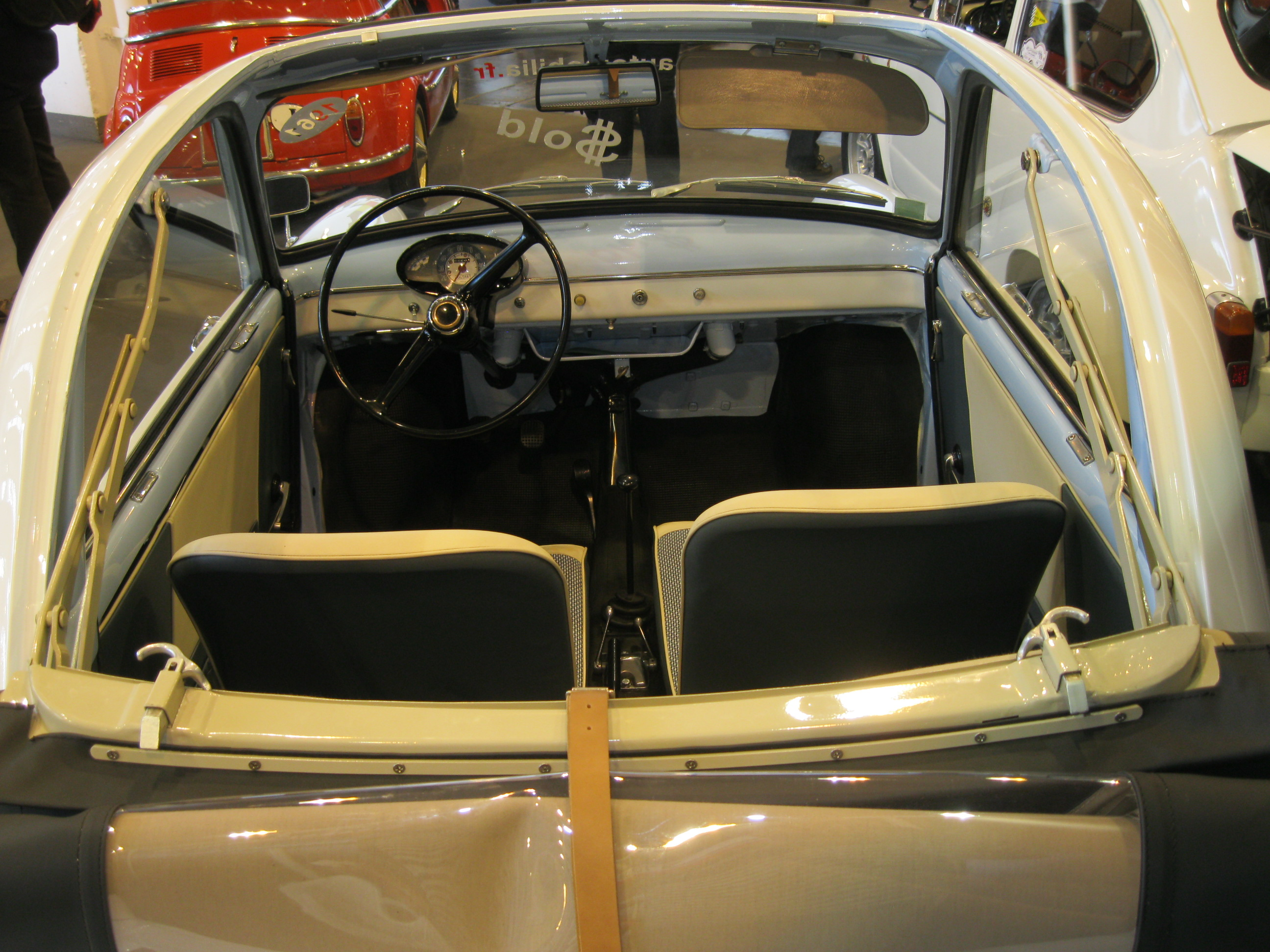
Gli interni pre restyling 1965

Nel 1962 la Trasformabile venne sostituita dalla versione denominata ufficialmente solo  "4 posti"  ( volgarmente denominata berlina dal pubblico, ma mai definita così dalla Autobianchi) , vale a dire una versione berlina con tetto chiuso e 4 posti. Il motore ed il telaio (a passo corto) erano i medesimi della Trasformabile.
A differenza delle altre versioni in listino (Panoramica e Cabriolet), disponibili in allestimento unico, la 4 posti  poteva essere scelta in versione base (con motore da 18 CV) oppure Special. Quest'ultima, meglio rifinita ed equipaggiata, era riconoscibile per la verniciatura bicolore (col tetto in tinta contrastante), le cornici cromate dei finestrini delle portiere ed il motore da 21 CV.
Lo stesso anno tutte le versioni adottarono un pianale scavato in corrispondenza della zona piedi dei passeggeri, per migliorare l'abitabilità.
Nel 1965, oltre ad un lievissimo restyling (fregio anteriore, plancia ridisegnata con inserto in finto legno e qualche altro dettaglio degli interni rivisto), che interessò tutte le versioni, le varianti  4 posti e Cabriolet adottarono il motore tipo F, ottimizzato in varie componenti.
Nel 1969 le Bianchina uscirono di produzione, rimpiazzate dalla "Giardiniera".

## Le Bianchina prodotte
Le varianti della Bianchina prodotte sono state:
- Trasformabile: fu la prima versione a esordire nel 1957 e l'unica ad esser prodotta nei primi anni (cioè fino all'arrivo, nel 1960, delle Panoramica e Cabriolet). Caratterizzata dalle porte incernierate dietro, la Trasformabile era una piccola tre volumi 2 posti dotata di un ampio tetto apribile in tela che inglobava anche il lunotto (in plexiglas). A livello estetico questa versione era riconoscibile per il montante posteriore arrotondato e i tre listelli cromati dietro alla portiera. Venne prodotta fino al 1962.

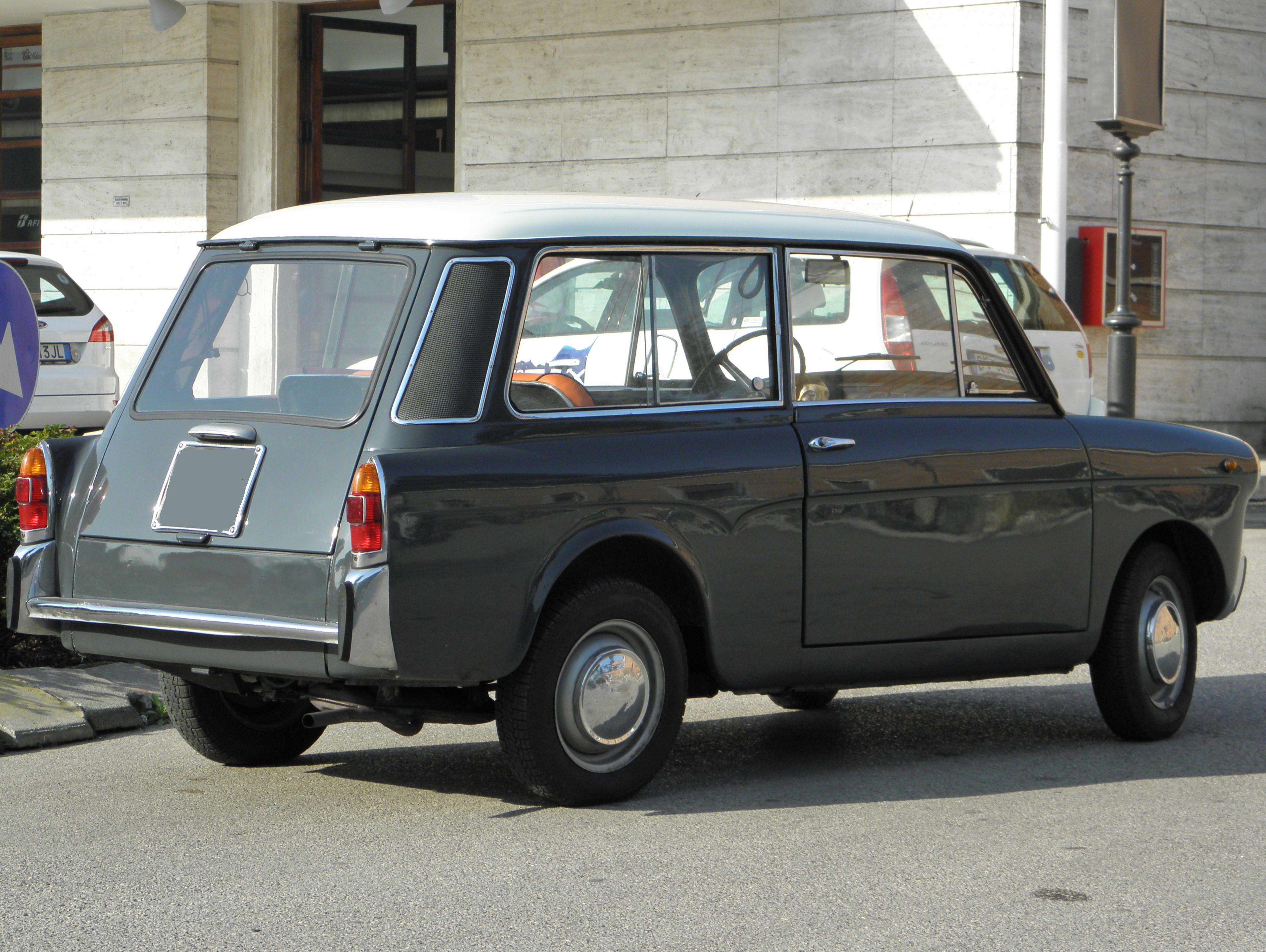
Un'Autobianchi Bianchina Panoramica

- 4 posti: fu l'ultima versione ad esser introdotta nella gamma nel 1962. La logica della 4 posti va vista nel contesto del pensiero dell'automobilista italiano degli anni sessanta, che considerava le familiari (oggi station wagon) come vetture "da lavoro". Sull'onda di queste considerazioni l'Autobianchi, accanto alla Panoramica (avvantaggiata dal passo lungo), inserì nella gamma la  4 posti. Realizzata come versione chiusa della Cabriolet (quindi a passo corto), alla quale venne aggiunto un tetto metallico dalle forme piuttosto squadrate (per garantire una certa abitabilità posteriore), questa versione fu la più apprezzata dal pubblico grazie anche alla caratteristica forma del lunotto posteriore, praticamente verticale, e inserito in un "pagodina" protettiva, che garantiva una abitabilità maggiore a quella della contemporanea "500". Venne prodotta fino al 1969.
- Panoramica: basata sulla meccanica della Fiat 500 Giardiniera, era senz'altro la versione che richiese il maggior sforzo tecnico: passo allungato di 10 cm, motore a sogliola ruotato di 90°. Pratica (grazie al portellone posteriore e al buon vano bagagli), abitabile e non priva di una certa eleganza, la Panoramica venne prodotta fino al 1969, anche nella versione Tetto Apribile (dotata di ampio tetto apribile in tela).

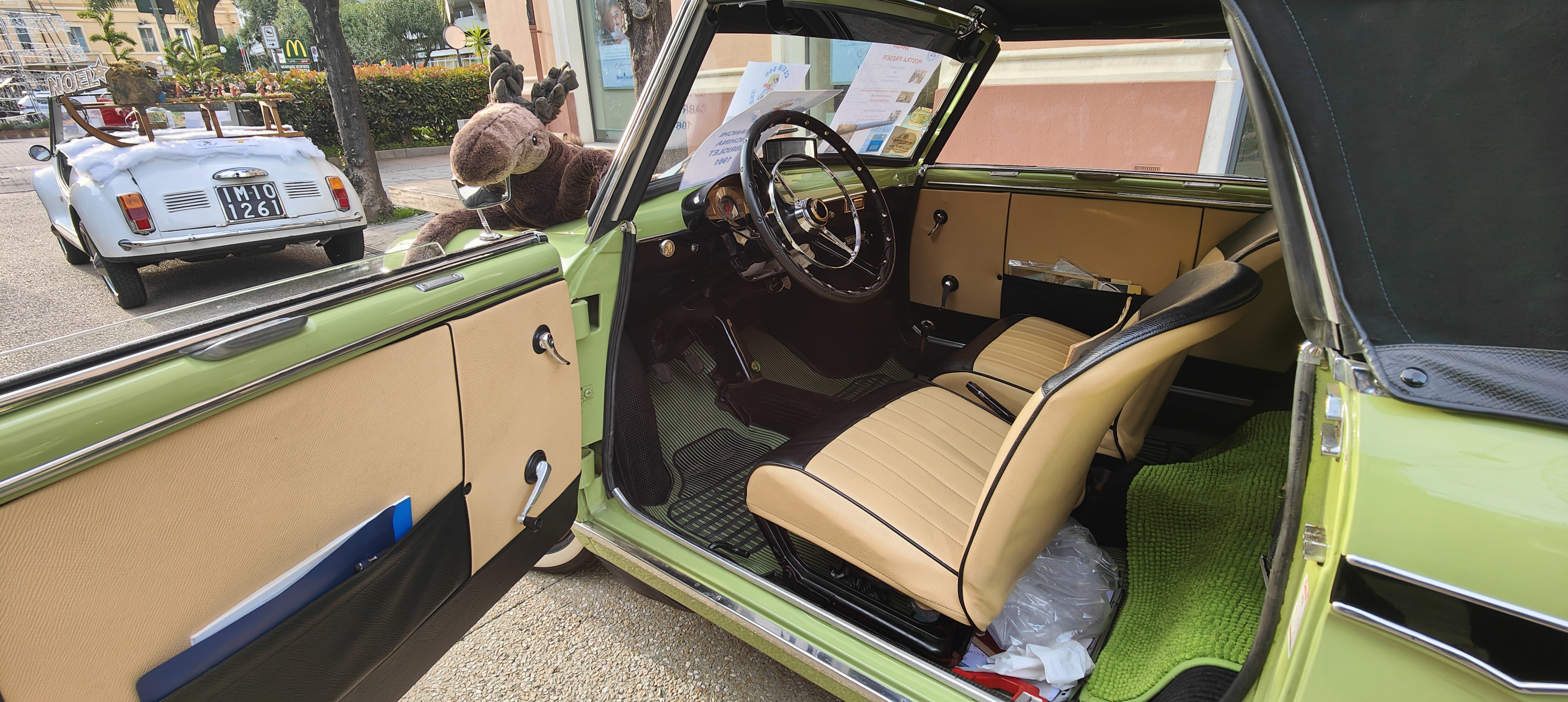
Interni della Bianchina decappottabile

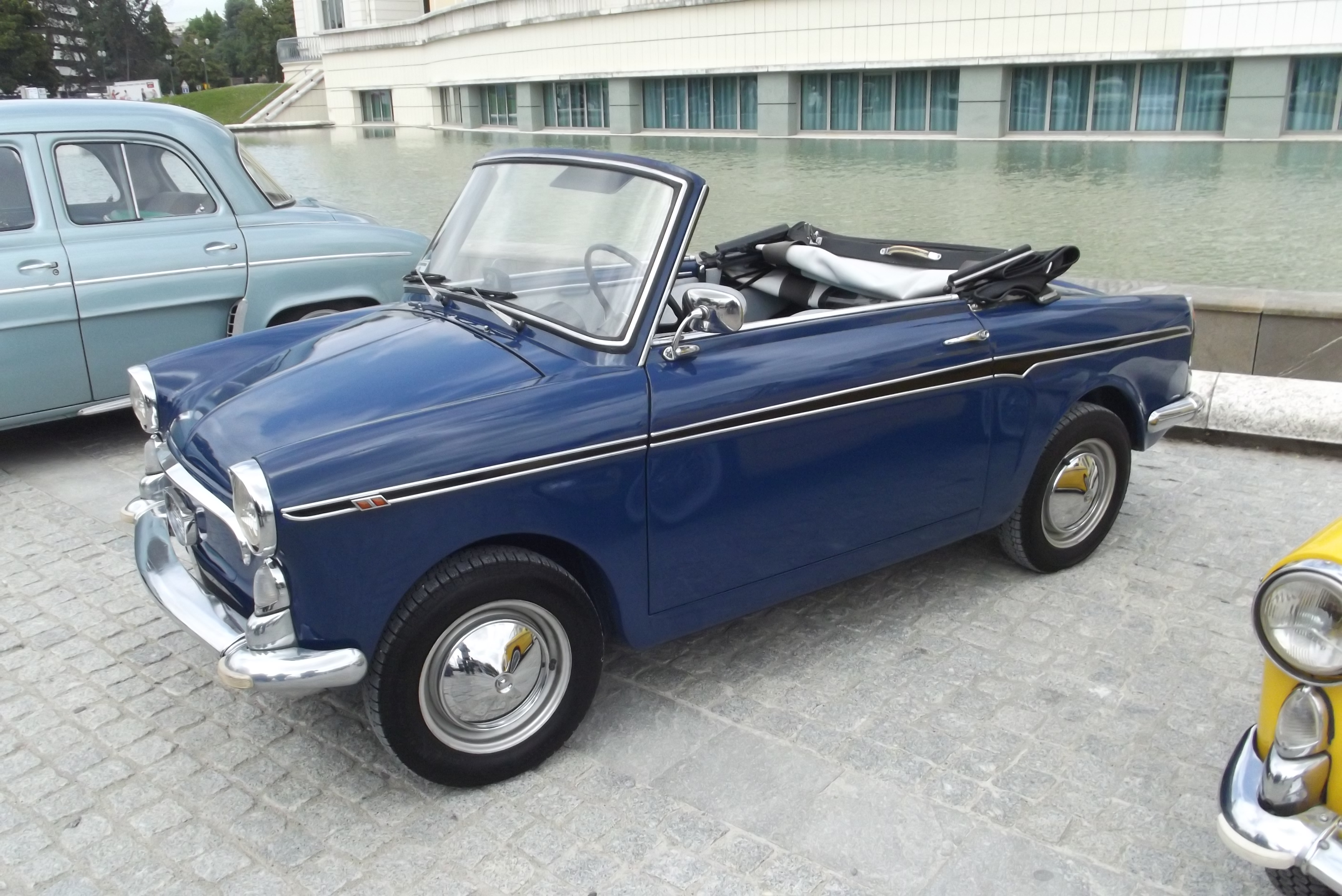
La versione cabriolet

- Cabriolet: era senz'altro la versione più "frivola" della piccola Autobianchi e, come tale, era arricchita da un maggior numero di cromature e profili lucidi. Attualmente è la versione più rara (circa 3150 esemplari prodotti) e più ricercata dagli appassionati. La meccanica era identica a quella della Trasformabile e della Berlina. Dal 1960 oltre alla capote in tela poteva essere montato, in inverno, un più protettivo hard top. La produzione cessò nel 1969.

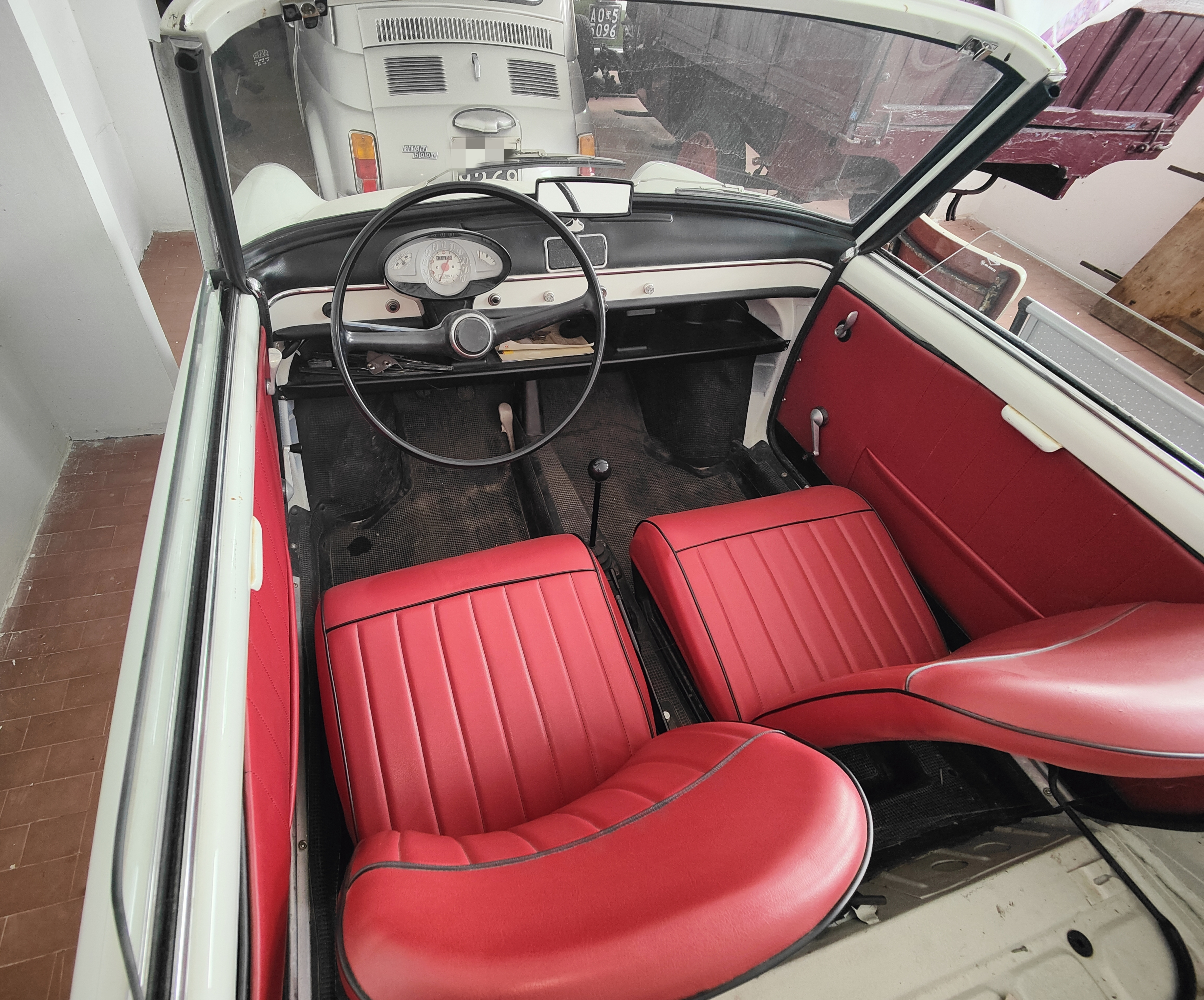
L'abitacolo della versione cabriolet con il suo cruscotto

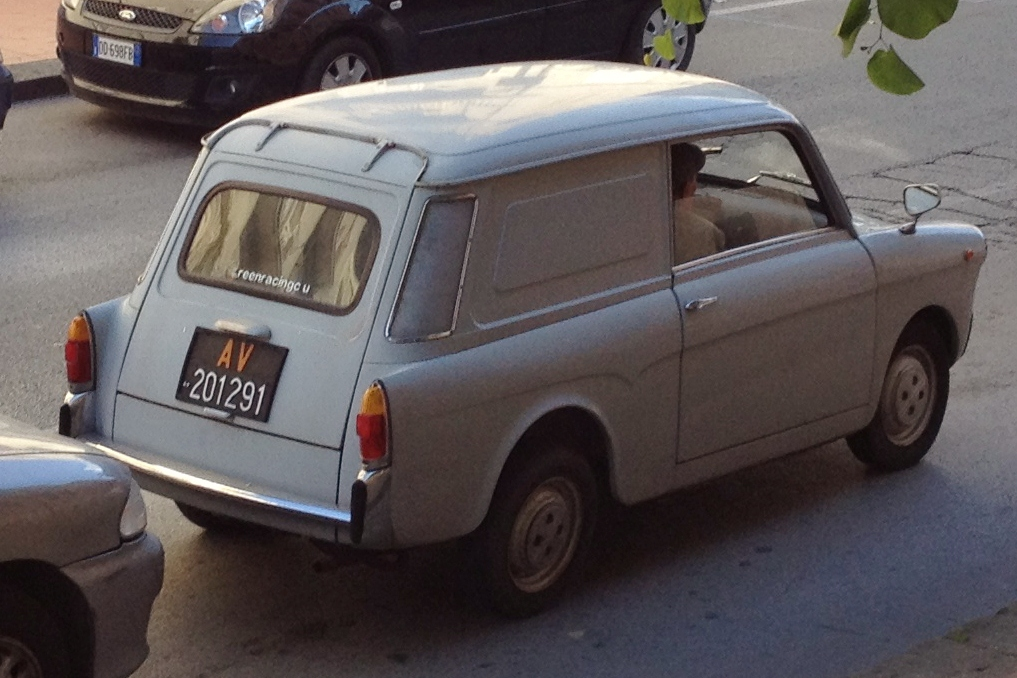
Un'Autobianchi Bianchina Furgoncino tetto basso

- Furgoncino: sulla base della Panoramica venne realizzata una versione furgonata, disponibile in 2 varianti: tetto basso e tetto alto. Queste due versioni erano sostanzialmente differenti fra loro: la prima conservava la carrozzeria della Panoramica (con le opportune modifiche, come l'eliminazione dei finestrini posteriori e dei sedili dietro), la seconda condivideva con il modello d'origine solo la parte anteriore della carrozzeria, mentre la parte posteriore, "furgonata", aveva un disegno specifico (soluzione che la Fiat avrebbe riproposto negli anni settanta con il Fiorino).

La produzione di entrambi i furgoncini fu parallela a quella della Panoramica.

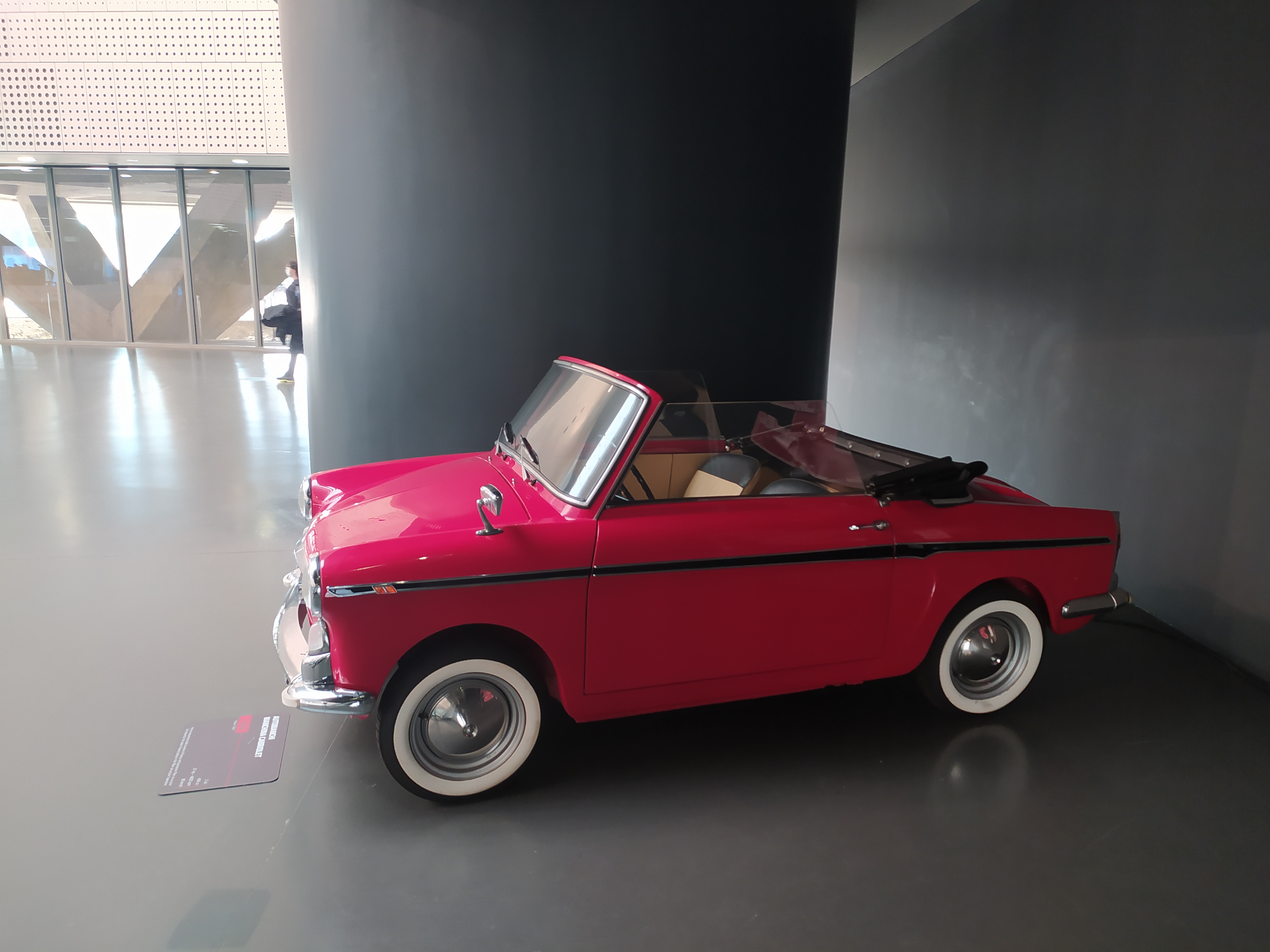
Bianchina rossa al Museo dell'Automobile di Torino

L'elenco completo delle varianti prodotte dal 1957 al 1969 è:
- Trasformabile 1ª serie (1957-59): 479,5 cm³ - 15,0 CV
- Trasformabile 2ª serie (1959-60): 479,5 cm³ - 16,5 CV
- Trasformabile 3ª serie (1960-62): 499,5 cm³ - 17,5 CV
- Trasformabile 3ª serie Special (1960-62): 499 cm³ - 21,0 CV
- Cabriolet D (1960-65): 499,5 cm³ - 21 CV
- Cabriolet F (1965-69): 499,5 cm³ - 21 CV
- Panoramica (1960-69): 499,5 cm³ - 18,7 CV
- Panoramica Tetto Apribile (1960-69): 499,5 cm³ - 22,0 CV
- 4 posti D (1962-65): 499,5 cm³ - 17,5 CV
- 4 posti F (1965-69): 499,5 cm³ - 18,0 CV
- 4 posti D Special (1962-64): 499,5 cm³ - 21,0 CV
- 4 posti F Special (1965-69): 499,5 cm³ - 21,0 CV
- Furgoncino tetto normale (1960-69): 499,5 cm³ - 22,0 CV
- Furgoncino tetto alto (1960-69): 499,5 cm³ - 22,0 CV

## L'Autobianchi Giardiniera
Contestualmente all'attività di produzione della Bianchina Panoramica, la Fiat, poco prima di diventare integralmente proprietaria della Casa di Desio, trasferì nel 1966 all'Autobianchi la produzione della Fiat 500 Giardiniera.
La Giardiniera, venduta poi col nome di "Autobianchi Giardiniera" fu prodotta a Desio fino al 1977. Nonostante l'adozione del marchio "Autobianchi", era sostanzialmente identica all'originario modello Fiat da cui derivava.

## La Bianchina nei media

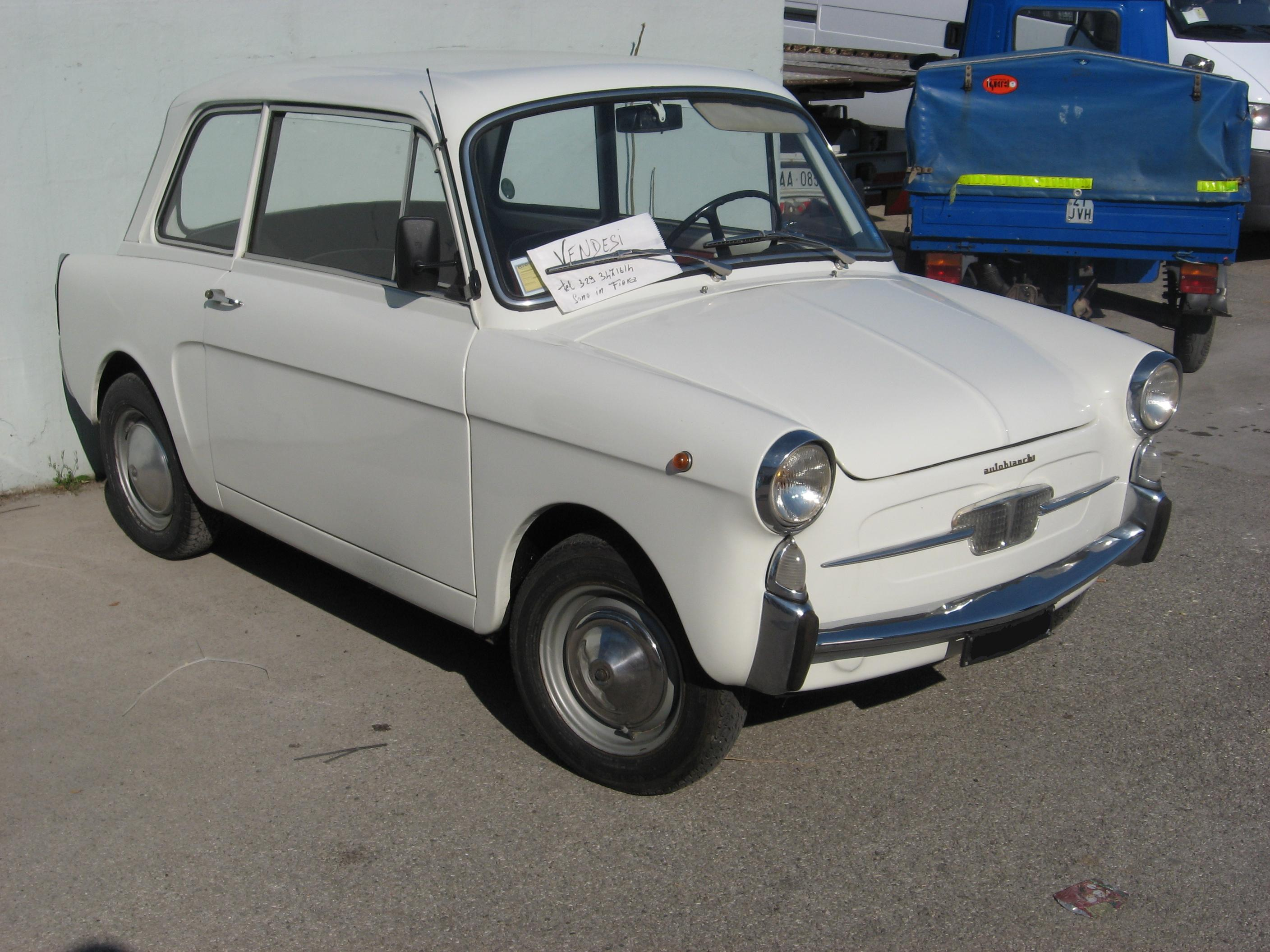
Un'Autobianchi Bianchina Berlina, simile a quella di Ugo Fantozzi

- La Bianchina ha acquisito la sua notorietà soprattutto grazie alla saga cinematografica del rag. Ugo Fantozzi che in tutti i film utilizza sempre una Bianchina 4 posti di colore bianco.
- È una Bianchina l'auto capace di trasformarsi in razzo e sottomarino, utilizzata dall'agente Lucy in Cattivissimo me 2, film d'animazione del 2013[7].
- Una Bianchina Cabriolet rossa viene guidata da Audrey Hepburn nel film Come rubare un milione di dollari e vivere felici del 1966 ed è l'auto guidata dalla protagonista della fiction Rai Le indagini di Lolita Lobosco interpretata da Luisa Ranieri, in onda dal 2021.

## Scheda tecnica
Motore
- Posizione: posteriore verticale (4 posti, Cabriolet e Trasformabile); posteriore orizzontale (Panoramica e Furgoncino)
- Architettura: 2 cilindri verticali in linea (4 posti, Cabriolet e Trasformabile); 2 cilindri orizzontali in linea (Panoramica e Furgoncino)
- Cilindrata totale: 479 cm³ (1957-60); 499,5 cm³ (1960-69)
- Potenza:
  - 15 CV (Trasformabile 1957-59)
  - 16,5 CV (Trasformabile 1959-60)
  - 17,5 CV (4 posti e Trasformabile 1960-62)
  - 18 CV (4 posti 1962-65)
  - 21 CV (Cabriolet, Trasformabile Special, 4 posti Special e, dal 1965, 4 posti standard)
  - 22 CV (Panoramica, Furgoncino).
- Distribuzione: 1 albero a camme laterale, valvole in testa con aste e bilancieri.
- Alimentazione: 1 carburatore monocorpo.
- Raffreddamento: ad aria con ventilatore centrifugo.

Trasmissione
- Trazione: posteriore.
- Frizione: monodisco a secco
- cambio: manuale a 4 marce con innesti ad imbocco rapido e retromarcia.

Corpo vettura
- Tipo: monoscocca in lamiera d'acciaio
- Sospensioni: anteriori a ruote indipendenti, balestra trasversale, molloni elicoidali; posteriori a ruote indipendenti, balestra trasversale.
- Pneumatici: 125x12
- Ammortizzatori: idraulici telescopici.
- Freni: a tamburo sulle 4 ruote.
- Sterzo: vite e settore elicoidale

Dimensioni e masse
- Peso:
  - 530 kg (4 posti)
  - 535 kg (Cabriolet)
  - 510 kg (Trasformabile)
  - 585 kg (Panoramica)
- Passo:
  - 1.840 mm
  - 1.940 mm (Panoramica e Furgoncino)
- Carreggiate: anteriore, 1.121 mm; posteriore, 1.135 mm
- Altezza: 1.320 mm
- Lunghezza massima:
  - 3.020 mm (4 posti e Cabriolet)
  - 2.985 mm (Trasformabile)
  - 3.225 mm (Panoramica)
- Larghezza massima: 1.340 mm

Prestazioni
- Velocità massima:
  - 90 km/h (versioni con motore da 15 o 16,5 CV)
  - 95 km/h (Panoramica  e versioni con motore da 17,5 o 18 CV)
  - oltre 105 km/h (versioni con motore da 21 CV)
- Consumo medio (litri/100 km): da 4,5 a 4,9 (secondo la potenza massima).